# كامبو دي لاس ناسيونيس (محطة مترو أنفاق مدريد)
كامبو دي لاس ناسيونيس (بالإسبانية: Campo de las Naciones)‏ هي محطة مترو أنفاق في مدريد في إسبانيا، تقع على الخط رقم 8.